# Cahobazul
Cahobazul es el nombre de un grupo de rock de República Dominicana. Fue la primera agrupación en ganar un Casandra en la categoría Mejor Grupo de Rock, en el año 1991.

## Historia
El grupo surge a finales de los ochenta con Lyle O. Reitzel como bajo y voz principal, Mark Lama en la guitarra y voz, Julio Piantini en los teclados, Ricardo Esteban en la batería y, por un breve período, el artista plástico y del "performance" Geo Ripley.
En el año 1988 comienzan a hacer sus primeras grabaciones y sus sencillos "Gazcue es arte" y "Solo tu" se colocan en el hit parade del rock local, alcanzando el número uno ese mismo año.[cita requerida] Con su primer álbum “Gazcue es Arte” fueron nominados en el año 1991 a los premios Casandra en el recién creado reglón para premiar el quehacer de los grupos de Rock en República Dominicana. Cahobazul se convirtió en la primera agrupación dominicana de rock en recibir ese galardón.
A raíz de este reconocimiento, son firmados por una casa disquera de España, publican un nuevo disco y realizan una gira nacional haciendo numerosas presentaciones en gran parte de la isla. Participaron en el concierto "Rock Sobre Las Piedras", celebrado en el anfiteatro Altos de Chavón en 1992, junto a Toque Profundo, New Page, Coral Negro, IO y Qüo Vadis. También en el Festival del Fuego, en Santiago de Cuba en 1992 y en el "Hard Rock Cafe", de Cancún, México. 
Poco tiempo después, Lama sale de la banda, y es sustituido por el guitarrista Gugui Marti. A finales de ese mismo año la banda se separa, para resurgir brevemente en 1996 con un nuevo 'line up que incluye a Giuseppe Bonarelli en lead guitar, Luis Diego Sanabia en la guitarra rítmica, junto a los miembros originales Ricardo Esteban y Lyle O. Reitzel. En esta etapa, más roquera, grabaron "En otra dimensión" y "La ilusión de un esclavo", tema que llega a la posición #1 en las favoritas del hit parade de la emisora 95.7 F.M, "La nota diferente".[cita requerida] Con el grupo colaboraron figuras de la música dominicana como Chichí Peralta, Juan Francisco Ordóñez, Maridalia Hernández y Guarionex Aquino.
En el año 2001, Reitzel publicó en solitario el álbum "Yo no vi de na", con 16 canciones inéditas. En este disco podemos mencionar 'Altagracia en Yola', tema de denuncia social sobre los viajes ilegales de dominicanos a Puerto Rico y 'Líquido', donde se expone, inspirado en una historia real, el oscuro submundo de la adicción.

## Actualidad
El 27 de febrero de 2010, Lyle O. Reitzel es invitado a participar en el concierto "Tributo al Rock Dominicano", en 'Cinema Cafe' donde interpreta "Gazcue es Arte" y "Solo Tu" y graba su sencillo "Tren de tu mirada".
En septiembre de 2010, Cahobazul se presenta en los jardines del Palacio de Bellas Artes, durante las actividades de La Feria Internacional de Arte en Santo Domingo(FIART 2010) siendo su primer concierto en más de una década, con un nuevo 'Line Up' integrado por Alfredo Balcácer en la guitarra, Juan Solares en la batería, Miguel Martínez al bajo/guitarra y Lyle O. Reitzel en la guitarra/bajo. En noviembre de ese año, presentó su concierto "Re-activo".
A principios del año 2011, el proyecto de rock alternativo/clásico en castellano “Lyle & los Rayos Solares”, emerge en la escena local, integrado por el ex-Cahobazul, Lyle O. Reitzel en la guitarra/bajo y voz principal, junto al productor Juan Solares en la batería y voces.
El 4 de noviembre del 2011, presentaron su primer concierto, con el lanzamiento del álbum debut "Demencia Temporal", en "Hard Rock Cafe" de Santo Domingo, incluyendo el estreno del videoclip "A nivel de mueca", primer sencillo extraído de dicha producción. El video de corte experimental, es dirigido por Rodrigo Montealegre, producido por la actriz dominicana, radicada en Los Ángeles, CA. Solly Durán(Orange is the new black) y protagonizado por la modelo uruguaya, establecida en Santo Domingo, Nicole Dupont.
Durante el 2011 la banda continuó presentando conciertos en "Casa de Teatro", teniendo como "Invitado Especial" a Juan Francisco Ordóñez en la guitarra y donde han compartido escenario con el canta/autor Pavel Nuñez, quien interpretó a duó con Lyle, la canción "Onda Expansiva".
"Cinema Café", ha sido testigo de sus performances en vivo, participando como "Invitado" el bajista de "Toque Profundo", Tomás Álvarez.
"Demencia Temporal" es un álbum 'roquero' con sonido fresco, y contenido social, conformado por 10 canciones, con letra y música de Lyle, entre las que se destacan, cA nivel de mueca", "Onda Expansiva", 'Dos Cuerpos", Como una uva", "En otra dimensión", entre otras. Ha sido producido por Juan Solares y LOR, con estrecha colaboración de los guitarristas Juan Francisco Ordóñez, Ariel Sanchez y Alfredo Balcacer. Fue masterizado por Scott Hull, en sus estudios "MasterDisk" de New York.
Según las palabras de la escritora y poeta dominicana Martha Rivera: "Quienes no han escuchado la música de 'Lyle y los Rayos Solares' se están perdiendo de una propuesta que re-dimensiona el concepto que tenemos de rock dominicano. Talentosos los intérpretes, excelente el abordaje de las composiciones, incluidas esas letras que formulan otro tipo de resistencia tal vez más "global", puestas en perspectivas con la noción urbana de nuestros grupos de rock y de fusión".
En agosto del 2012, durante un concierto en la emblemática sala de conciertos 'Casa de Teatro', lanzan su segundo sencillo,'Onda Expansiva", que incluye un videoclip dirigido por Jorgy Cruz y el Grupo 7.
La última semana de julio del 2012, la canción 'Onda Expansiva', fue seleccionada como la 'Perla de la semana', por la emisora independiente "LATINO RADIO BABEL 51", en California, ocupando el puesto #4 de las 15 más destacadas de los 80 programas.
Han sido entrevistados por Mariasela Álvarez en su programa de TV 'Esta noche Mariasela' Color Vision, Canal 9, donde interpretaron en exclusiva el tema "Latin Lover".
La escritora y poeta cubana Wendy Guerra publicó el artículo/entrevista "Dos Islas, Arte y Rock n' Roll" dedicado al 'Galerista/Roquero" en su blog 'Habáname' del periódico 'El Mundo'.
El 21 de febrero del 2015, Lyle & Los Rayos Solares fue telonero de Ringo Starr en su concierto en el Hard Rock Café de Punta Cana. El set list incluyó canciones emblemáticas de Cahobazul, y otras canciones del disco reciente más “Demencia temporal".
El 19 de diciembre de 2018 se organizó el Concierto de Rock Dominicano “REWIND” en el Teatro Fiesta del Hotel Jaragua, a casa llena, donde se reunió ‘Cahobazul’ con gran parte de sus miembros originales, liderados por Lyle O. Reitzel (voz principal y bajo), Ricardo Esteban (batería y coros), Julio Piantini (teclados y coros), Geo Ripley (percusión y performance), Giuseppe Bonarelli (guitarra), Luis Diego Sarabia (guitarra), compartiendo escena con las emblemáticas bandas, Toque Profundo, Empiphis, Coral Negro, entre otras.
En 18 de Dic. del 2019, se reeditó una nueva versión del concierto REWIND en el mismo escenario, Cahobazul’ participó con un nuevo super line up, con Lyle O. Reitzel (voz principal y guitarra bajo), Allan Leschhorn en la guitarra y coros (miembro fundador ‘Empiphis’ e ing. de grabación del ícono Juan Luis Guerra), Julian Reitzel, guitarra (17 años de edad y estudiante del conservatorio nacional de música), Juan Francisco Ordóñez, guitarrista y miembro fundador junto a Luis Terror Días de la mítica banda Transporte Urbano), Guillermo Pérez (Blusónicos) en la batería, Julio Piantini(coros), Geo Ripley(percusión). A partir de este evento surge el embrión del nuevo proyecto ROCK & LOR, dejando como testigo su 1.er sencillo “Hombre Peatonal”.
En enero de 2020, Lyle O. Reitzel, retornó a la escena musical con un nuevo proyecto alternativo/experimental bajo el nombre ROCK & LOR. Su carta de presentación lo fue su tema inédito “Hombre Peatonal”. La canción desde una perspectiva existencial y sociológica, está construida en un formato de rock vigoroso y melódico, con una estética sonora donde fusiona desde reggae a riffs de influencia marroquí. La lírica gira en torno a un Hombre Peatonal que se niega aceptar el no ser parte de su ciudad, documentando imágenes cotidianas de las calles, como un grito de alerta a la conciencia colectiva en relación con los tapones, la inseguridad y la basura presentes en la ciudad de Santo Domingo.
“Hombre Peatonal” ha sido grabado y mezclado en los estudios del guitarrista e ingeniero de sonido Allan Leschhorn –fundador de la banda Empiphis y ganador de múltiples Grammys Latinos. Leschhorn es invitado especial en el último riff, tocando la guitarra a dúo junto al novel guitarra Julian Reitzel quien hace su debut como músico de estudio. Además participan Guy Frómeta en la batería y Leonardo Valenzuela en los teclados mientras Lyle está a cargo de la voz principal, armonías vocales, bajo y guitarra acústica. El logo e imagen de ROCK & LOR / Hombre Peatonal fue diseñado por el artista gráfico dominicano Freddy Jana, tres veces seleccionado entre los 200 mejores ilustradores del mundo por la revista alemana Lurzer's Archive.

## Discografía
- Gazcue es arte... (1989) - Cahobazul
- Máximamente motivado (1991) - Cahobazul
- Yo no vi de na' (2001) - Lyle O. Reitzel
- Demencia temporal (2011) - Lyle & Los Rayos Solares
- Periplos de cuarentena (2021) - Rock & LOR